# Słoszewy
Słoszewy is een dorp in het Poolse woiwodschap Koejavië-Pommeren, gelegen in de powiat Brodnica. 

## Sport en recreatie
- Door deze plaats loopt de Europese wandelroute E11. De E11 loopt van Den Haag naar het oosten, op dit moment de grens Polen/Litouwen. Ter plaatse komt de route van het westen langs de Drwęca van Radziki Duże. De route vervolgt naar het oosten via Mszano naar Brodnica.